# Kout na Šumavě
Kout na Šumavě (v chodském nářečí Kouto, německy Kauth) je obec v okrese Domažlice v Plzeňském kraji. Žije v ní přibližně 1 100 obyvatel. Přes svůj název leží na rozhraní Všerubské vrchoviny a Podčeskoleské pahorkatiny.

## Historie
První písemná zmínka o obci pochází z roku 1544. Ves Kout u Domažlic navštívil král Karel IV. při své cestě z Bavorska. Alois Jirásek datuje tuto návštěvu do poloviny 14. století (1362).

## Obyvatelstvo
| Rok            | 1869  | 1880  | 1890  | 1900  | 1910  | 1921  | 1930  | 1950  | 1961  | 1970  | 1980  | 1991  | 2001  | 2011  | 2021  |
| -------------- | ----- | ----- | ----- | ----- | ----- | ----- | ----- | ----- | ----- | ----- | ----- | ----- | ----- | ----- | ----- |
| Počet obyvatel | 1 231 | 1 286 | 1 231 | 1 279 | 1 401 | 1 447 | 1 421 | 1 091 | 1 143 | 1 049 | 1 119 | 1 124 | 1 139 | 1 120 | 1 049 |
| Počet domů     | 137   | 140   | 149   | 155   | 174   | 178   | 220   | 240   | 249   | 247   | 256   | 287   | 318   | 339   | 358   |

## Obecní správa

### Části obce
- Kout na Šumavě
- Nový Dvůr
- Starý Dvůr

V letech 1850–1959 k obci patřilo i Podzámčí a od 1. ledna 1985 do 23. listopadu 1990 také Spáňov.

### Obecní symboly
Znak a vlajka byly obci uděleny rozhodnutím předsedkyně Poslanecké sněmovny Parlamentu České republiky dne 25. listopadu 2011.

## Pamětihodnosti
- Zřícenina hradu Rýzmberk
- Gloriet Klobouk na návrší Kolébka
- Kaple U tří křížů
- Kaplička na horním kraji vesnice
- Kolumbárium
- sýpka
- fara

- zámek – V obci se nachází barokní zámek, který sloužil jako správní sídlo panství Kout. V roce 1887 zámek vyhořel, poté k němu byla přistavěna novorenesanční věž, která byla zbourána v roce 1942. V roce 1981 zámek prošel velmi necitlivou rekonstrukcí. Byl využíván jako škola v přírodě, do které se jezdily zotavovat děti ze severních Čech. V roce 2004 zámek získala do svého majetku obec Kout, která se jej min. od roku 2013 snaží prodat.[9]

## Galerie

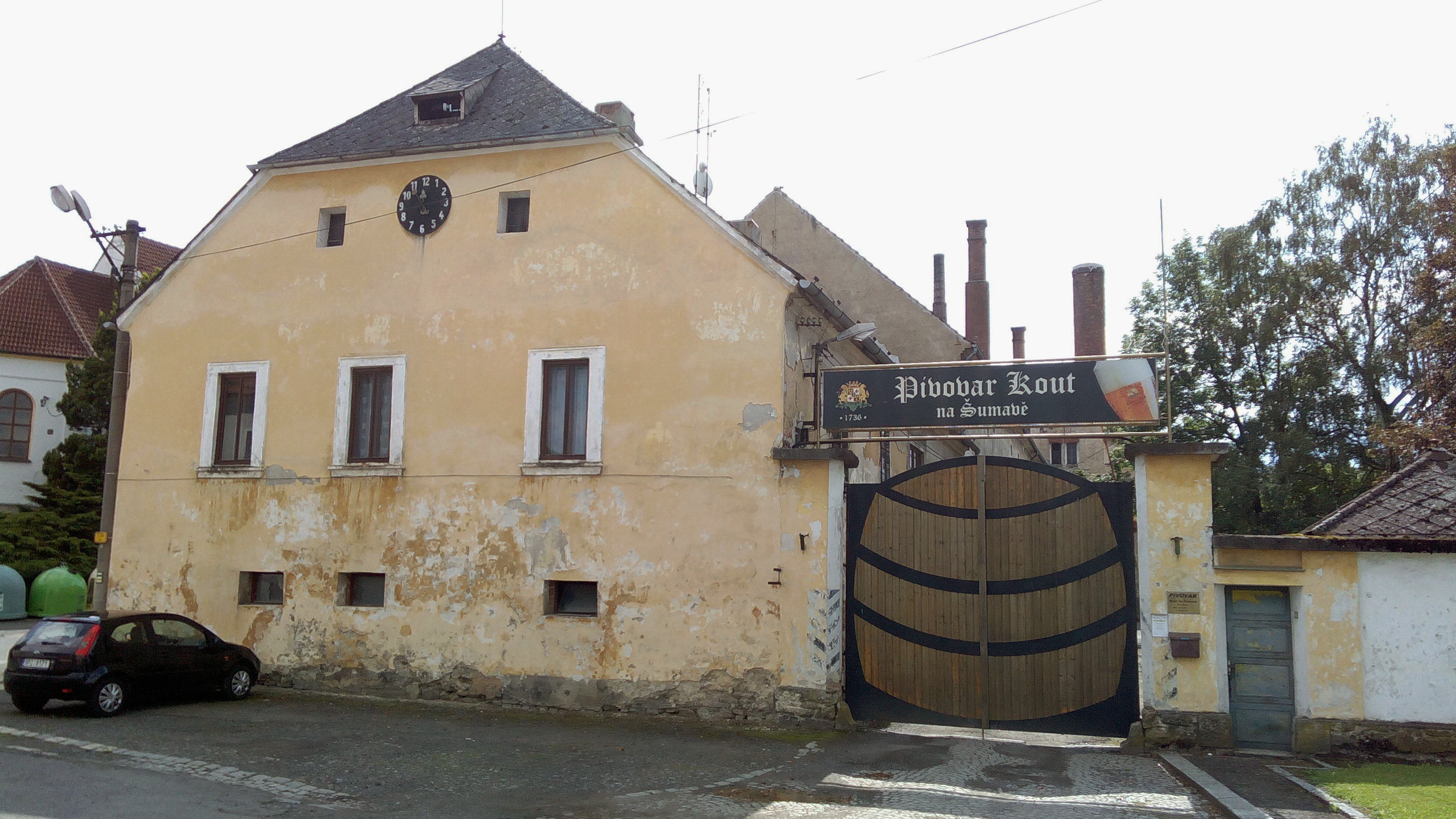
Pivovar Kout
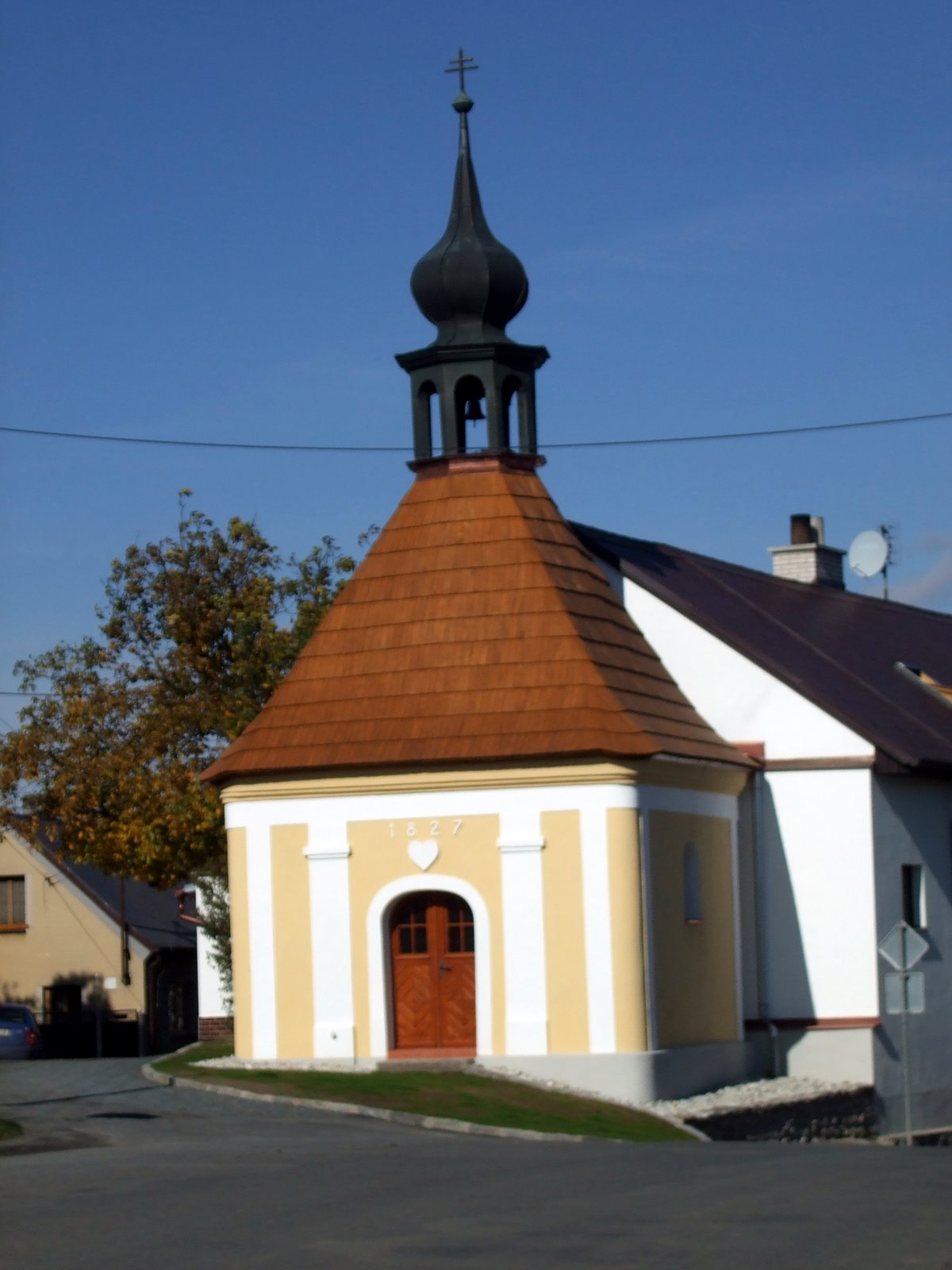
Kaplička
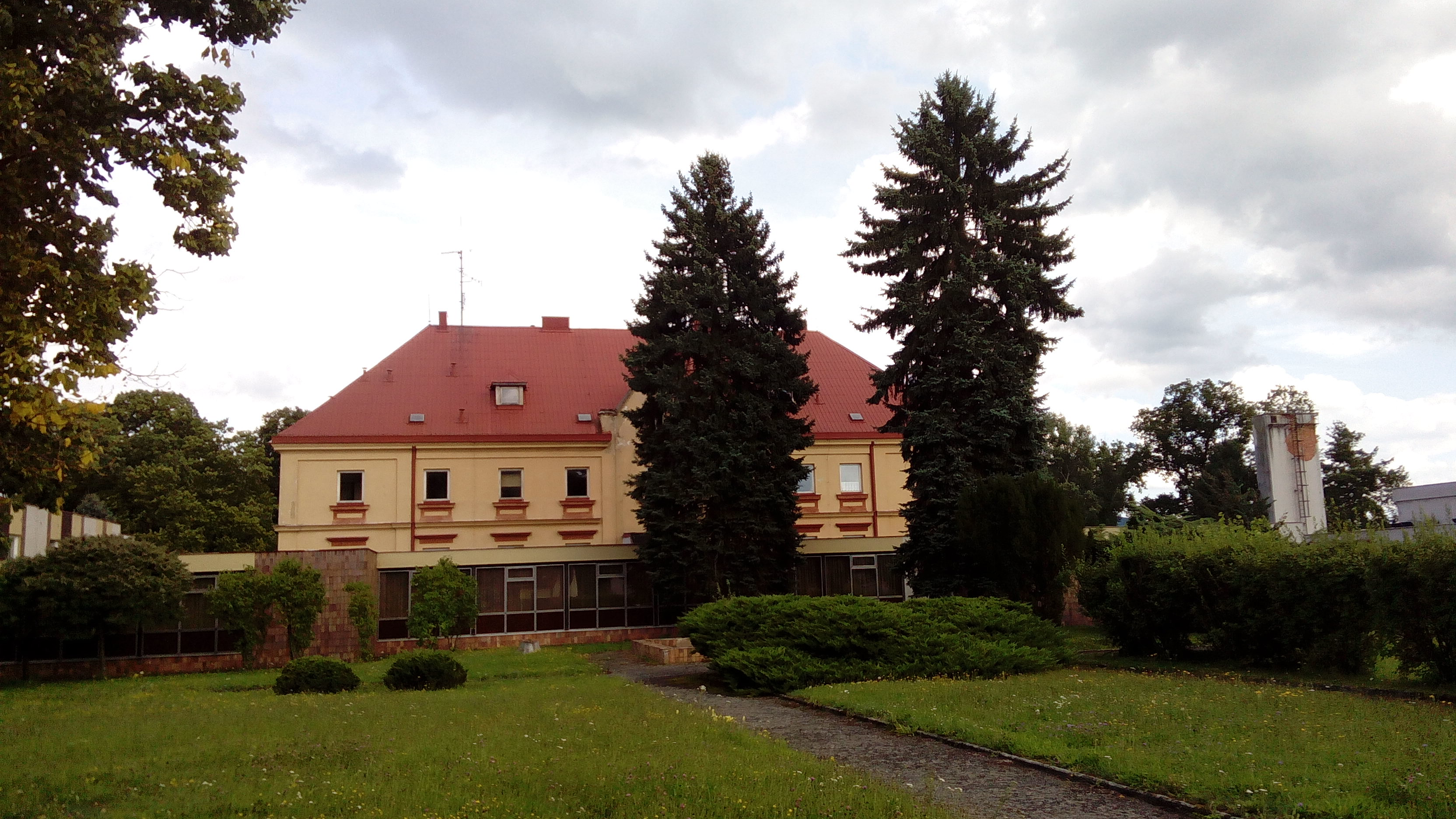
Zámeček
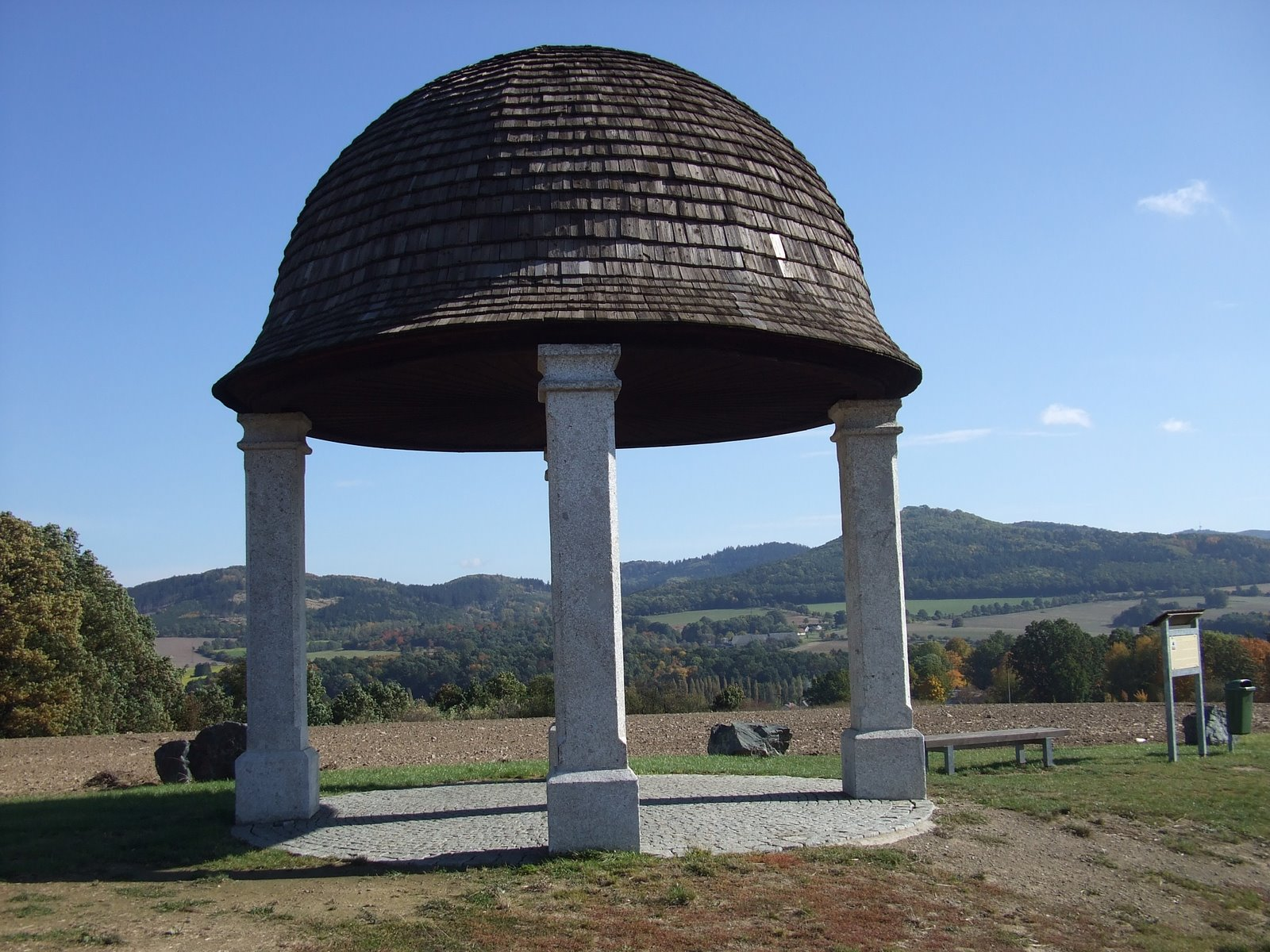
Gloriet Klobouk – památník husitské bitvy
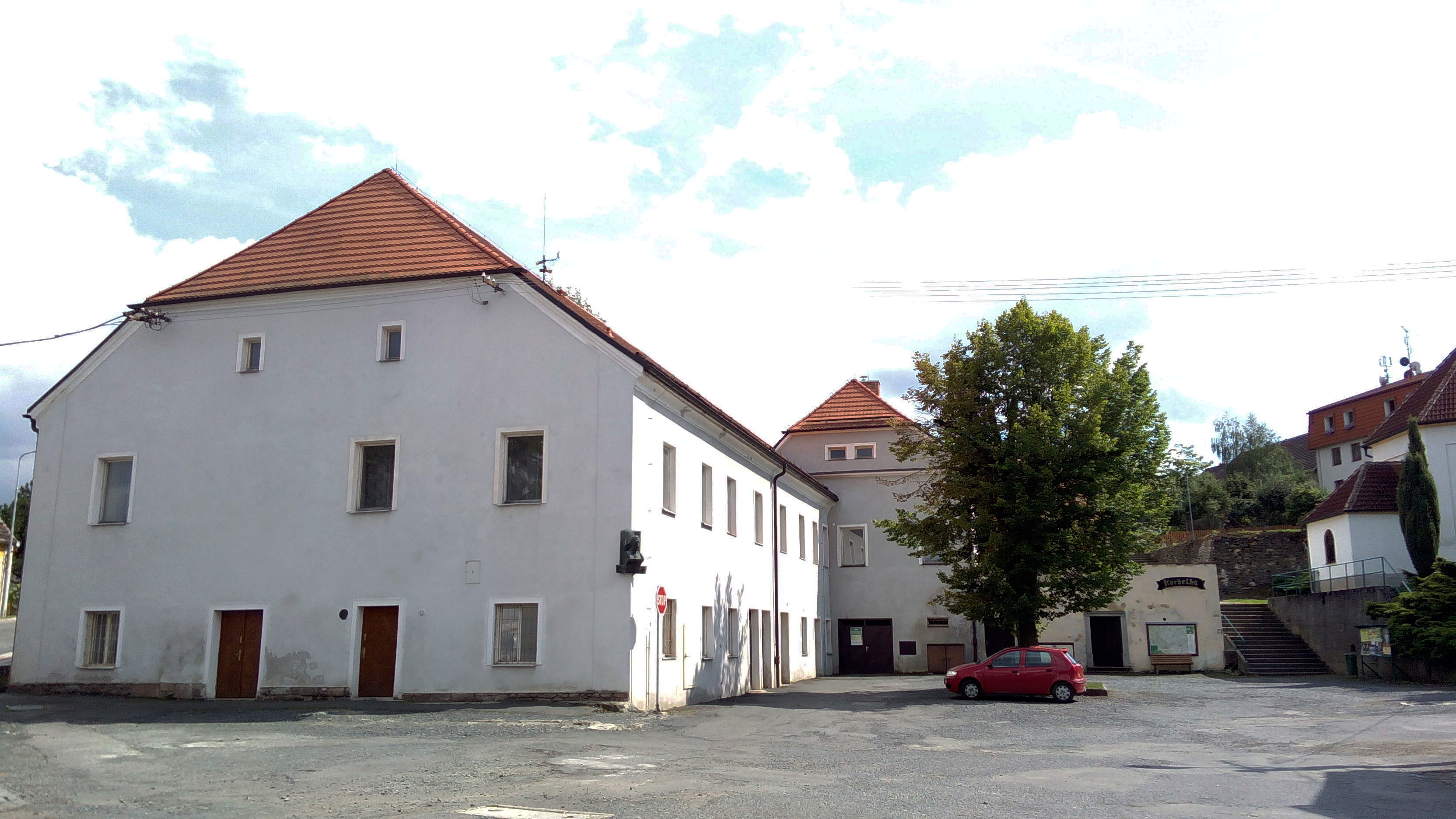
Obecní úřad